# Saleby socken
Saleby socken i Västergötland ingick i Skånings härad, uppgick 1969 i Lidköpings stad och området ingår sedan 1971 i Lidköpings kommun och motsvarar från 2016 Saleby distrikt.
Socknens areal är 39,98 kvadratkilometer varav 39,70 land. År 2000 fanns här 650 invånare. En del av tätorten Saleby med sockenkyrkan Saleby kyrka ligger i socknen.

## Administrativ historik
Socknen har medeltida ursprung. Efter 1546 införlivat Lanna socken.
Vid kommunreformen 1862 övergick socknens ansvar för de kyrkliga frågorna till Saleby församling och för de borgerliga frågorna bildades Saleby landskommun. Landskommunen utökades 1952 och uppgick 1969 i Lidköpings stad som 1971 ombildades till Lidköpings kommun. Församlingen uppgick 2006 i Sävare församling.
1 januari 2016 inrättades distriktet Saleby, med samma omfattning som församlingen hade 1999/2000.  
Socknen har tillhört län, fögderier, tingslag och domsagor enligt vad som beskrivs i artikeln Skånings härad. De indelta soldaterna tillhörde Skaraborgs regemente, Skånings kompani och Västgöta regemente, Livkompaniet.

## Geografi
Saleby socken ligger söder om Lidköping kring Lannaån och väster om Flian. Socknen är en odlad slättbygd.

## Fornlämningar
Från järnåldern finns ett par gravfält, stensättningar och domarringar. Runristningar har påträffats och liljestenar finns vid kyrkan.

## Namnet
Namnet skrevs 1290 Salaby och kommer från kyrkbyn. Efterleden är by, 'gård; by'. Förleden innehålla plural av sal syftande på mindre ekonomibyggnader, ängslador.